# Theodor Billroth

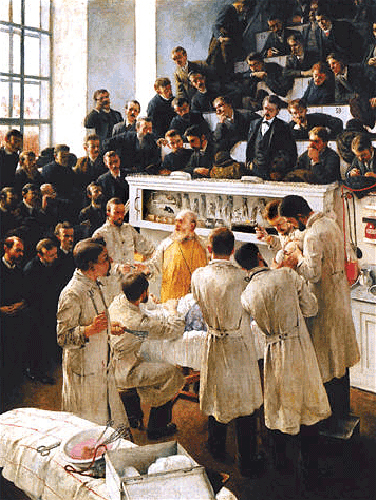
"Billroth im Hörsaal" schilderij van A.F. Seligmann (ca. 1880)

Christian Albert Theodor Billroth (Bergen (Rügen), 26 april 1829 - Abbazia, 6 februari 1894) was een Duits-Oostenrijks medicus en amateurmusicus. Als arts was hij een van de meest toonaangevend chirurgen van de 19e eeuw. Hij wordt gezien als de grondlegger van de moderne buikoperatie.

## Opleiding
Billroth werd geboren in Bergen op het eiland Rügen in het Koninkrijk Pruisen. Hij ging naar school in Greifswald waar hij een onbeduidende student was, die meer tijd besteedde aan piano spelen dan aan studeren. Na lang twijfelen tussen een carrière als arts of als musicus gaf hij uiteindelijk toe aan de wens van zijn moeder en ging hij medicijnen studeren aan de Universiteit van Greifswald. Hij volgde zijn leermeester Wilhelm Baum naar de Universiteit van Göttingen en hij haalde uiteindelijk zijn medisch doctoraat aan de Universiteit van Berlijn. Samen met Rudolph Wagner en Georg Meissner deed hij in Triëst onderzoek naar sidderroggen.

## Chirurgie
Billroth was van 1853 tot 1860 als arts verbonden aan de Charité in Berlijn. van 1860-1867 was hij professor aan de Universiteit Zürich en directeur van het academisch ziekenhuis aldaar. Tijdens zijn verblijf in Zürich publiceerde hij zijn handboek Die allgemeine chirurgische Pathologie und Therapie (de algemene chirugische pathologie en therapie). Tegelijkertijd introduceerde hij een concept van onderzoek en rapportage van alle resultaten, waardoor een open discussie op gang kwam over morbiditeit, mortaliteit en behandeltechnieken. Dit resulteerde in een verbetering in de patiëntenselectie. Billroth werd in 1867 aangesteld als professor chirurgie aan de Universiteit van Wenen. Hij opereerde in Wenen ook als hoofdchirurg in de tweede chirurgische kliniek van het Allgemeine Krankenhaus.
Billroth is verantwoordelijk voor een aantal belangrijke mijlpalen binnen de geschiedenis van de chirurgie: De eerste oesofagectomie (slokdarmoperatie) in 1871, de eerste laryngectomie (verwijdering van het strottenhoofd) in 1873 en wellicht het meest bekend: de eerste succesvolle gastrectomie (verwijdering van de maag) in verband met maagkanker, na veel fatale pogingen. Een legende wil dat Billroth bijna zelf werd gedood, omdat hij gestenigd werd in de straten van Wenen nadat zijn eerste gastrectomie-patiënt overleden was na de ingreep.

## Muziek
Billroth was een getalenteerd amateurpianist en -violist. Hij ontmoette componist Johannes Brahms in de jaren 1860, toen diens ster rijzende was in Wenen. Ze werden goede vrienden en wisselden vaak van gedachten over muziek. Brahms stuurde Billroth vaak originele manuscripten om zijn mening erover te horen voordat ze werden gepubliceerd. Billroth deed ook mee aan muziekrepetities van veel van Brahms' kamermuziekstukken voorafgaand aan de eerste uitvoering. Brahms droeg zijn eerste twee strijkkwartetten, Opus 51, op aan Billroth.
Billroth en Brahms vormden, samen met de invloedrijke, verbitterde Weense muziekcriticus Eduard Hanslick de kern van de muzikale conservatieven die tegen de innovaties van Richard Wagner en Franz Liszt waren. In dit conflict dat bekendstond als de Musikstreit steunde Billroth Brahms, maar hij was altijd correct en afgemeten in zijn bewoordingen: "Wagner was inderdaad een zeer aanzienlijk talent in vele richtingen", schreef hij in 1888. Hij schreef een essay genaamd "Wer ist musikalisch?" (Wie is muzikaal?), dat postuum door Hanslick werd gepubliceerd. Het was een van de eerste pogingen om muzikaliteit op een wetenschappelijke manier te benaderen. In het essay onderscheidde Billroth verschillende soorten van amuzikaliteit (toondoofheid, ritmedoofheid en harmoniedoofheid) hetgeen verschillende cognitieve vaardigheden suggereert die nodig zijn bij de perceptie van muziek. Billroth stierf in Opatija (Oostenrijk-Hongarije) voordat hij het onderzoek kon voltooien. Hij werd begraven op het Zentralfriedhof in Wenen.

## Wetenschap en muziek
Billroth baarde bij de uitvoering van zowel zijn vak als zijn hobby opzien. Wetenschap en muziek waren volgens hem nooit in conflict met elkaar. Integendeel, ze vulden elkaar aan. "Het is een van de oppervlakkigheden van onze tijd om in wetenschap en kunst twee tegenpolen te zien", schreef hij in een brief. "Verbeelding is de moeder van beide."
- Bibsys: 90745117
- Biblioteca Nacional de Chile: 000441466
- Biblioteca Nacional de España: XX1733556
- Bibliothèque nationale de France: cb128171767 (data)
- Catàleg d'autoritats de noms i títols de Catalunya: 981058525968906706
- CiNii: DA0297134X
- Gemeinsame Normdatei: 118510916
- Historisch woordenboek van Zwitserland: 014286
- International Standard Name Identifier: 0000 0001 0911 4141
- Library of Congress Control Number: n83135417
- Bibliotheek van het Japanse parlement: 00932337
- Nationale Bibliotheek van Tsjechië: jn20000700176
- Nationale bibliotheek van Australië: 35697640
- Nationale Bibliotheek van Israël: 987007258739705171
- Nationale Bibliotheek van Polen: a0000001867005
- Nationale en Universitaire bibliotheek Zagreb: 000197396
- Nederlandse Thesaurus van Auteursnamen: 068111061
- Réseau des bibliothèques de Suisse occidentale: 02-A003007312
- Istituto Centrale per il Catalogo Unico: MILV270910
- LIBRIS: 251098
- SNAC: w67p9p2g
- Système universitaire de documentation: 083759379
- Trove: 1047196
- Virtual International Authority File: 67256461
- WorldCat: E39PBJcwDpRcbdhbqJ76kkmKh3